# PETA
A PETA (People for the Ethical Treatment of Animals) egy amerikai állatjogi szervezet, amelyet Ingrid Newkirk és Alex Pacheco alapítottak. Székhelye Norfolkban, Virginia államban található, az USA-ban. Szlogenje: "Az állatok nem a mi tulajdonunk, hogy kísérletet végezzünk rajtuk, megegyük, viseljük, használjuk szórakozásként, vagy visszaéljünk velük bármely más módon."

## Története
1980-ban alakult meg ez a szervezet. Fő profilja és célkitűzésen az állatok megvédése és megmentése, tiltakozás az állatgyilkolás/állatevés/bikaviadalok/kutyaviadalok/szőrme, és egyéb állatokkal való kegyetlenség ellen. A PETA botrány célpontja is volt, mert kiderült, hogy miután megmentették az állatokat, megölik őket a telephelyükön, vagy például bérgyilkosokat fogadnak fel, hogy verjék meg a szőrmét viselő embereket, stb. Ezért manapság sokan utálják ezt a szervezetet. A South Park című sorozat is parodizálta a PETA-t egyszer, természetesen a műsortól megszokott groteszk és eltorzított módon. A szervezet híres botrányos reklámjairól is. Még több botrány célpontjai voltak, amikor kijelentették, hogy az állatoknak is emberi jogokat szeretnének adni, amit természetesen rengetegen elleneztek az egész világon. A szervezet elleni ellenszenvet fokozta, hogy nagy számú görényt engedtek szabadon, de a görények nem vad állatok, és ezért mind elpusztultak az erdőben. Az az esemény is nagy port kavart, amikor a PETA kijelentette, hogy szabadon akarják engedni a vakvezető kutyákat. A szervezet reklámjaiban sok híresség is megjelent, például Paul McCartney vagy Charlize Theron. A legnagyobb skandallum akkor ütötte fel a fejét, amikor be akarták tiltani a Mario-t illetve a Pokémont, mondván, hogy "állatkínzást tartalmaz", és létrehozták e játékok saját, PETA-féle verzióját. Mindezek a szervezettel szemben ellenszenvet keltettek. Magyarországon nincs jelen ez a szervezet.